# Consell d'Aragó

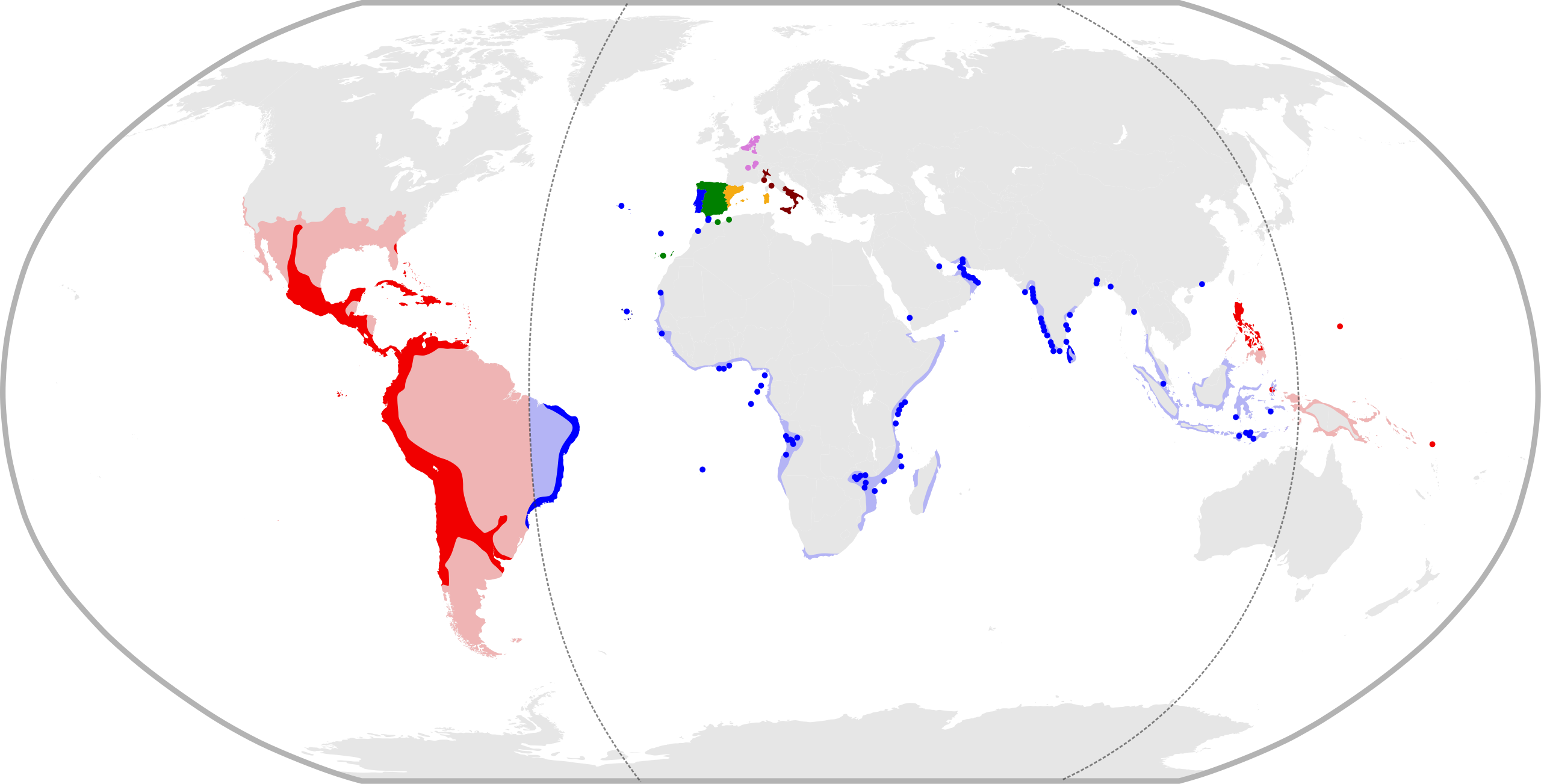
La Monarquia d'Espanya fou una monarquia composta configurada per un conjunt de dominis territorials que compartien el mateix monarca i on cadascun dels estats mantenia el seu idioma, lleis, i sistemes polítics propis. Cada conjunt territorial tenia un àmbit administratiu i jurisdiccional diferenciat, i el monarca hi governava assessorat per un Consell territorial específic per a cada domini territorial.
Territoris adscrits al Consell de Castella
Territoris adscrits al Consell d'Aragó
Territoris adscrits al Consell de Portugal
Territoris adscrits al Consell d'Itàlia
Territoris adscrits al Consell d'Índies
Territoris adscrits al Consell de Flandes

El Consell d'Aragó, o Consell Suprem d'Aragó, procedent del Consell Reial o curia regia de la Corona d'Aragó, fou l'òrgan de la monarquia encarregat dels afers dels regnes de la Corona d'Aragó en temps de Ferran el Catòlic, de la monarquia hispànica dels Habsburg i dels primers anys del regnat de Felip V de Borbó.

## Precedents
El 1344, Pere el Cerimoniós creà com a ens permanent el Consell Reial, format pels nobles majordoms d'Aragó, de Catalunya, de València i de Mallorca, pel camarlencs reials, el mestre racional, el vicecanceller, el tresorer, els auditors, promotors i secretaris. El rei hi podia convocar membres de la família reial, nobles, juristes i eclesiàstics, etc. Seguia el rei en els seus desplaçaments pels regnes i l'aconsellava en matèria de govern, guerra i administració.

## Creació i composició
El Consell Reial el 1493 es transformà en el Consell d'Aragó per tal de suplir l'absència de Ferran el Catòlic dels regnes de la Corona d'Aragó i, amb aquest objectiu, s'establí a Castella, on fou itinerant fins que la cort reial es fixà a Madrid. Aquest nou Consell Suprem d'Aragó era presidit per un vicecanceller i els seus altres membres eren el tresorer general de la Corona d'Aragó, que podia ser estranger i que representava el vicecanceller durant la seva absència, i els regents, o doctors, de bell antuvi quatre i, des de 1522, set, en representació dels regnes de la Corona: dos pel d'Aragó, dos pel de València i dos pel Principat de Catalunya, Mallorca i Sardenya (prova de la major relació de Mallorca i Sardenya amb Catalunya). El 1556 se segregaren Nàpols i Sicília del Consell d'Aragó per tal de formar el Consell d'Itàlia, al qual més envant s'afegí la governació de l'estat de Milà. Durant la guerra de Successió, el Consell d'Aragó borbònic es dissolgué el 1707 i les seves competències foren absorbides pel Consejo de Castilla. Després de la caiguda de Barcelona sota poder borbònic, el 1714, el Consell d'Aragó austracista es dissolgué dins el nou Consell d'Espanya, amb seu a Viena, el qual es mantingué fins al 1729, en què fou transformat en Consell d'Itàlia, després de la Pau de Viena (1725).

## Funcions
Les funcions del Consell d'Aragó eren d'aconsellar el rei, de transmetre les ordres reials als virreis i, llevat per a Catalunya, la de tribunal suprem de justícia (fins a 1623 només tribunal de València, Sardenya i Mallorca, encara que les constitucions de Mallorca prohibien que els plets es resolguessin fora de l'illa). Per a les seves funcions judicials, el consell tenia un advocat fiscal i quatre advocats (un per Aragó, un per València, un per Catalunya i un per Mallorca i Sardenya).

## Transcendència
Al segle xvi, Carles V d'Habsburg i Felip I crearen més consells, imitant el d'Aragó i la institució catalanoaragonesa dels virreis que el complementava. Els virreis s'implantaren a Amèrica i es coordinaren mitjançant el Consell d'Índies. La institució dels consells limità les possibilitats que la monarquia hispànica sota els Àustria es transformàs en un estat unitari, atès que fou la manera d'articular la pluralitat d'estats amb un sobirà comú. Els consells foren, doncs, la principal aportació de la Corona d'Aragó a la monarquia hispànica en detriment de la tradició absolutista monàrquica de la Corona de Castella. Dins la Corona de Castella, Ferran el Catòlic formà el 1515 el Consell de Navarra, inspirant-se en el Consell d'Aragó i per la segregació del Regne de Navarra de la Corona d'Aragó.

## Cronologia de la difusió de la institució del Consell d'Aragó
1344 creació del Consell Reial de la Corona d'Aragó
1480 reorganització del Consell Reial de Castella
1493 creació del Consell d'Aragó
1522 reforma del Consell de Castella
1524 creació del Consell d'Índies
1555 creació del Consell d'Itàlia
1582 creació del Consell de Portugal
1588 creació del Consell de Flandes
1628 reorganització completa del Consell de Flandes 
1640 supressió del Consell de Portugal per la separació de Portugal de la monarquia hispànica
1658 restauració del Consell de Portugal com a instrument de penetració hispànica en aquest regne
1688 supressió definitiva del Consell de Portugal
1707 supressió del Consell d'Aragó, les funcions del qual foren assumides pel Consell de Castellà
1714 creació del Consell d'Espanya, que subsumí el Consell d'Aragó i el d'Itàlia
1720 supressió definitiva del Consell de Flandes